# Innehållsanalys
Innehållsanalys (engelska content analysis) är en empirisk vetenskaplig metod som används för att dra slutsatser om innehållet i olika typer av textdata, till exempel intervjuer, observationsprotokoll eller tidningsartiklar. Innehållsanalysen särskiljer sig från de flesta andra kvalitativa analysmetoder på så vis att den eftersträvar objektivitet och reproducerbarhet, och den särskiljer sig från kvantitativa analysmetoder på så vis att den används för att analysera textdata och inte sifferdata.  

## Bakgrund
Innehållsanalys är en allmänt använd kvalitativ forskningsteknik. Innehållsanalys kan delas in i tre olika metoder: konventionell, riktade eller summativ. Alla tre metoder används för att tolka innebörden av innehållet i textdata och därmed ansluta sig till naturalistiska paradigmet. Innehållsanalys är en undersökningsmetod som har kommit till bred användning i hälso- sjukvårdsforskning under de senaste åren. Vid en sökning på  innehållsanalys som rubrikämnes term, så återfanns mer än 4.000 artiklar i ämnet som publicerats mellan 1991 och 2002. Antalet studier växte från endast 97 år 1991 till 332 år 1997 och 601 under 2002 som använt innehållsanalys.

## Typer av innehållsanalys
Det finns två huvudinriktningar inom innehållsanalys: en kvantitativ gren, som främst används inom medieforskning, och en kvalitativ gren, som med tiden har fått en mycket vidare användning.
Innehållsanalys kan göras med olika abstraktionsnivåer. Antingen kan man se till det manifesta innehållet, det vill säga det som direkt uttrycks i texten. Det är vanligast inom den kvantitativa grenen. Ett annat alternativ är att man analyserar det latenta innehållet vilket innebär att forskaren gör en tolkning av textens innebörd. Graneheim och Lundman (2004) menar att det alltid blir någon form av tolkning av en text men den kan vara mer eller mindre djup.
En tolkning av det latenta innehållet i en text förutsätter oftast att forskaren inte i förväg bestämmer vilka teman som finns i texten, vilket överensstämmer med Grundad teori (Grounded theory). Det finns dock exempel på omvänt förfaringssätt, att bestämma teman och sedan göra tolkningen (Rivas, 2011).

## Tillvägagångssätt
Själva processen kan se ut på flera olika sätt, men följande beskrivning enligt Graneheim & Lundman (2004) visar ungefär hur man kan gå tillväga vid analys av intervjutexter:
- Hela texten (analysenheten) läses igenom upprepade gånger för att man ska få en känsla för helheten.
- Meningar eller fraser som innehåller information som är relevant för frågeställningarna plockas ut. Omgivande text måste tas med så sammanhanget kvarstår. Dessa meningar eller fraser kallas meningsbärande enheter.
- De meningsbärande enheterna kondenseras i syfte att korta ned texten men ändå behålla hela innehållet.
- De kondenserade meningsenheterna kodas och grupperas i kategorier som återspeglar det centrala budskapet i intervjuerna. Dessa kategorier utgör det manifesta innehållet.
- Slutligen kan man formulera teman, där det latenta innehållet i intervjuerna framgår.

Andra författare beskriver andra, liknande tillvägagångssätt. Downe-Wamboldt (1992) rekommenderar att man formulerar preliminära kategorier redan efter en första, ytlig genomgång av materialet och därefter kodas all text. Holsti (1969) talar inte om kondensering utan går direkt från urval av meningsbärande enheter till kodning och kategorisering. Man bör också tänka på att man sällan går rakt genom processen från början till slut, utan snarare fram och tillbaka mellan stegen (Graneheim & Lundman, 2004).
Att välja ut de meningsbärande enheterna kan vara svårt. Väljer man för stora enheter riskerar man att de innehåller mer än en företeelse, och väljer man för små enheter riskerar man att materialet fragmenteras. I båda fallen kan man missa viktig information (Graneheim & Lundman, 2004).
Kategoriindelningen är också ett kritiskt moment, och förmodligen det svåraste i hela processen. Man brukar säga att kategorierna ska vara fullständiga och ömsesidigt uteslutande. Det innebär att alla meningsbärande enheter ska kunna höra till en relevant kategori och att inga meningsbärande enheter ska kunna hamna i mer än en kategori. Kategorierna kan göras tydligare om man väljer ut typiska meningsbärande enheter för att illustrera kategorierna. I arbetet med kategoriindelningen upptäcker man kanske att det finns ett hierarkiskt förhållande mellan kategorierna. Då kan det vara en hjälp att dela upp kategorierna i subkategorier (Graneheim & Lundman, 2004).

## Värdering av innehållsanalys
Vad gäller resultatens tillförlitlighet finns två olika riktningar inom innehållsanalys. Inom kvantitativ innehållsanalys talar man ofta om validitet och reliabilitet, medan den kvalitativ grenen numera i stället använder orden trovärdighet, beroende och om studien är överförbar. Viktiga mått att vidta är till exempel att öppet redovisa metoden och i synnerhet hur kategoriseringen skett, gärna med exempel, att välja lagom stora meningsbärande enheter, att ha en välutformad datainsamlingsmetod och att beskriva så noggrant som möjligt det sammanhang i vilket datainsamlingen gjorts.

## Hjälpmedel
Det finns idag mjukvara som effektivt hjälper till med de stora datamängder som en innehållsanalys kan generera. Sådan mjukvara kategoriseras ibland som "Computer Assisted/Aided Qualitative Data Analysis" (CAQDAS). Exempel på CAQDAS är NVivo från QSR International och Gavagai Explorer .
Ett kompetent "Computer Assisted/Aided Qualitative Data Analysis" (CAQDAS) bör stödja analys/användandet av kodning av data, ha stöd av olika typer av källor, helst ha stöd för såväl analys av det manifesta innehållet som det latenta innehållet.

### Allmänt
- Krippendorff, K. (2004). Content analysis: an introduction to its methodology. Thousand Oaks, Calif.: Sage.

### Kvantitativ innehållsanalys
- Holsti, O. R. (1969). Content analysis for the social sciences and humanities. Reading, Mass.: Addison-Wesley.
- Weber, R. P. (1990). Basic content analysis. 2nd ed. Newbury Park: Sage publications.

### Kvalitativ innehållsanalys
- Downe-Wamboldt, B. (1992). Content analysis: method, applications, and issues. Health Care for Women International, 13(3), 313-321.
- Graneheim, U. H., & Lundman, B. (2004). Qualitative content analysis in nursing research: concepts, procedures and measures to achieve trustworthiness. Nurse Education Today, 24(2), 105-112.
- Rivas, C. i Seal C. (Red.) 2011. Researching society and culture. Sage Publications Ltd.